# UNIVAC 1100/2200

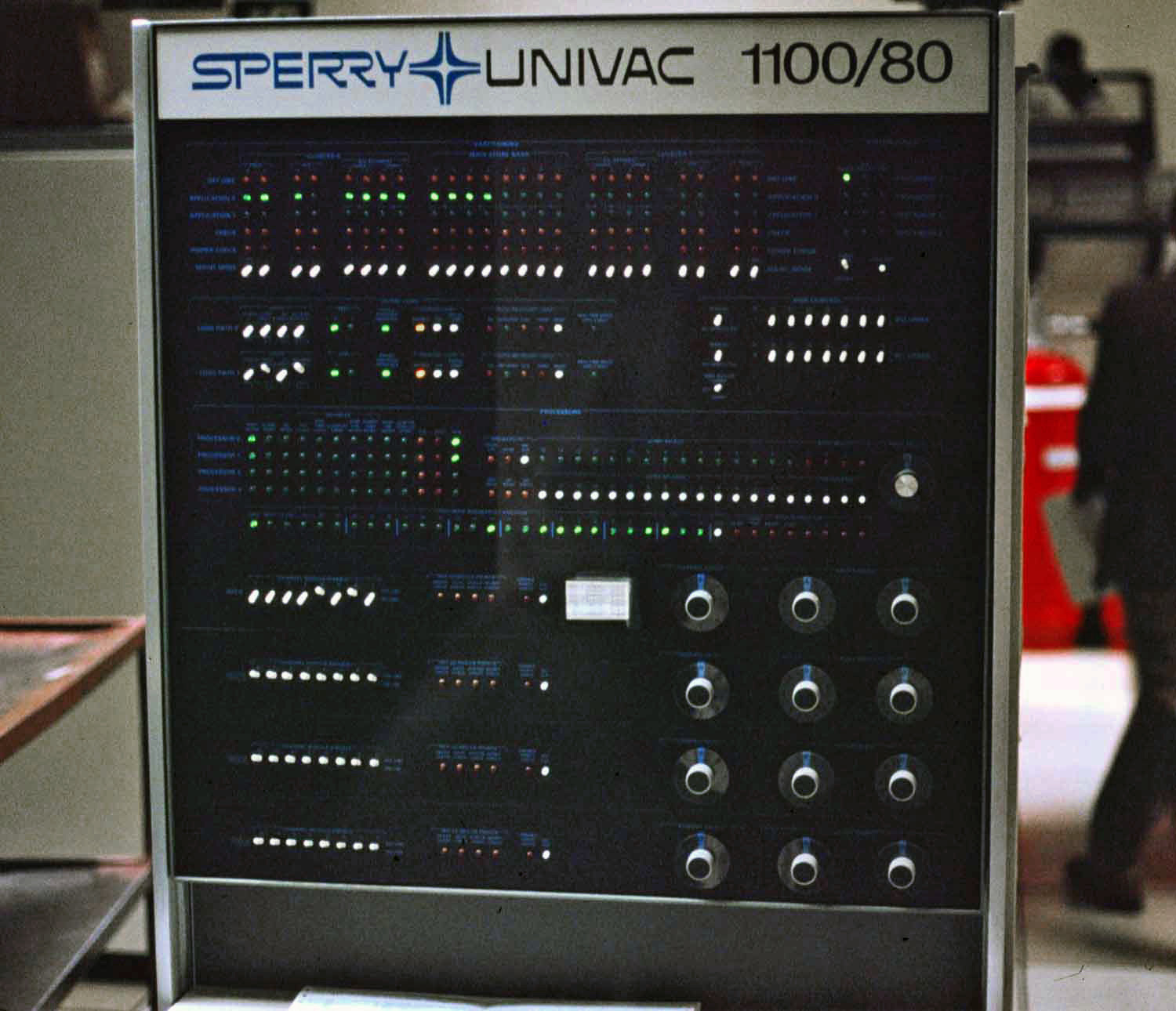
Bedienfeld einer UNIVAC 1100/80

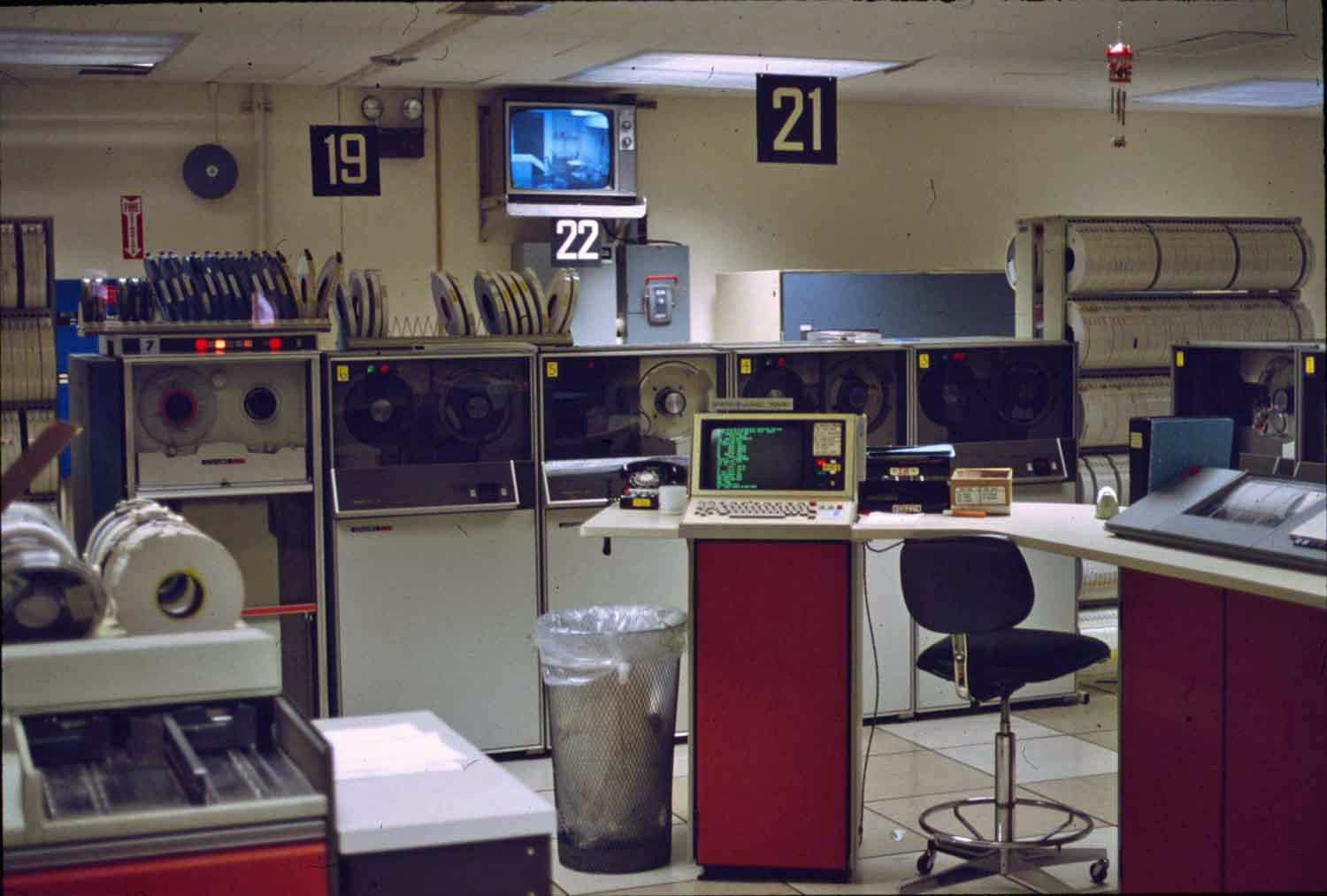
Kontrollraum einer UNIVAC 1100/80-Anlage an der Albany State University (1981)

Die UNIVAC 1100/2200 Serie ist ein 36-bit-Computersystem, welches ursprünglich von Sperry hergestellt wurde. Heute übernimmt  Unisys den Support der Systeme. Die UNIVAC-Großrechnerserie wurde als Clearpath IX und bis heute als Clearpath Dorado weitergeführt.
- Die UNIVAC 1100 Serie wurde von 1962 bis 1982 produziert.
- Die Sperry 2200 Serie wurde von 1982 bis 1985 produziert.
- Die Unisys 2200 Serie wurde weitergeführt bis 1997.
- Die Unisys Clearpath Serie wird bis heute weitergeführt.

## Architektur

### Datenformat
- Festkommazahl, Ganzzahl oder Bruchzahl
  - Ganzes Maschinenwort - 36 bit
  - Halbes Maschinenwort - zwei 18 bit Felder pro Wort
  - Drittel Wort - drei 12 bit Felder pro Wort
  - Viertel Wort - vier 9 bit Felder pro Wort
  - Sechstel Wort -  sechs 6 bit Felder pro Wort
- Gleitkommazahl
  - Einfache Genauigkeit- 36 bits: 1 Bit Vorzeichen, 8 bit Exponent, 27 bit Mantisse
  - Doppelte Genauigkeit- 72 bits: 1 Bit Vorzeichen, 11 bit Exponent, 60 bit Mantisse
- Alphanumerisch
  - Fieldata - 6 bits
  - ASCII - 9 bits

## UNIVAC 1100 series
1. UNIVAC 1107, vorgestellt 1962
2. UNIVAC 1108, vorgestellt 1964
3. UNIVAC 1106, vorgestellt 1969
4. UNIVAC 1110, vorgestellt 1972
5. UNIVAC 1100/10 Redesign der UNIVAC 1106 im Jahr 1975
6. UNIVAC 1100/20 Redesign der UNIVAC 1108 im Jahr 1975
7. UNIVAC 1100/40 Redesign der UNIVAC 1110 im Jahr 1975
8. UNIVAC 1100/181, vorgestellt 1975
9. UNIVAC 1100/80, vorgestellt 1977
10. UNIVAC 1100/60, vorgestellt 1979
11. UNIVAC 1100/70, vorgestellt 1981
12. UNIVAC 1100/90, vorgestellt 1982

## SPERRY 2200 series
Ab 1983 verwendete Sperry Rand nicht mehr den Namen UNIVAC für ihre Produkte.
1. SPERRY 2200/100 vorgestellt 1985
2. SPERRY Integrated Scientific Processor vorgestellt 1985

## UNISYS 2200 series
1986 wurde aus Sperry und Burroughs Corporation das Unternehmen Unisys.
1. UNISYS 2200/200, vorgestellt 1986
2. UNISYS 2200/400, vorgestellt 1988
3. UNISYS 2200/600, vorgestellt 1989
4. UNISYS 2200/100, vorgestellt 1990
5. UNISYS 2200/500, vorgestellt 1993
6. UNISYS 2200/900, vorgestellt 1993
7. UNISYS 2200/3800, vorgestellt 1997